# Peuceptyelus pallescens
Peuceptyelus pallescens är en insektsart som beskrevs av Matsumura 1942. Peuceptyelus pallescens ingår i släktet Peuceptyelus och familjen spottstritar. Inga underarter finns listade i Catalogue of Life.